# Flugunfall der Manaus Aerotáxi 2009
Der Flugunfall der Manaus Aerotáxi ereignete sich am 7. Februar 2009, als eine stark überladene Embraer EMB-110 Bandeirante der brasilianischen Regionalfluggesellschaft Manaus Aerotáxi auf einem Flug von Coari nach Manaus im Manacapuru-Fluss im Amazonasgebiet notwassern musste. Bei dem Zwischenfall kamen 24 von 28 Personen an Bord ums Leben. Die Embraer EMB110, für die das bis heute (März 2019) der schwerste Unfall ist, ist nur für 21 Personen zugelassen.

## Maschine
Das betroffene Flugzeug war eine 1981 gebaute Embraer EMB-110P1 Bandeirante mit der Werknummer 110352. Die Maschine trug das Luftfahrzeugkennzeichen PT-SEA. Das zweimotorige Regionalverkehrsflugzeug war mit 2 Turboproptriebwerken des Typs Pratt & Whitney Canada PT6A-34 ausgestattet und für 19 Passagiere und 2 Besatzungsmitglieder zugelassen. Das maximale Abfluggewicht betrug 5670 Kilogramm.
Die Maschine wurde im November 1981 zunächst an das Energieunternehmen Companhia Energética de São Paulo ausgeliefert, wo sie das Luftfahrzeugkennzeichen PT-SEA erhielt, mit dem sie bis zum Schluss betrieben wurde. Im August 1989 übernahm die Regionalfluggesellschaft Triton Táxi Aéreo die Maschine, im Mai 1999 die brasilianische San Marino Taxi Aéreo. Schließlich ging die EMB 110 an Manaus Aerotáxi. Zum Zeitpunkt des Unfalls hatte die Maschine eine Betriebsleistung von 12.686 Betriebsstunden.

## Unfallhergang
Mit der Maschine wurde ein Inlandsflug von Coari nach Manaus durchgeführt. Obwohl die Maschine nur für 19 Passagiere zugelassen war, wurden 26 Passagiere mit an Bord genommen. Zusammen mit den beiden Besatzungsmitgliedern befanden sich damit 28 Personen an Bord. Beim Abflug wog die Maschine 6414 Kilogramm, damit war ihr zulässiges maximales Abfluggewicht um 744 Kilogramm überschritten.
Die Maschine flog um 12:40 in Coari ab. Gegen 13:10 Uhr kam es zu einem Flammabriss an Triebwerk Nr. 1. Um 13:15 Uhr kontaktierte die Besatzung das Area Control Center (ACC) und erklärte, dass sich die Maschine mit 20 Personen an Bord im Sinkflug befinde. Tatsächlich befanden sich 28 Personen in der Maschine. Das ACC wies die Besatzung an, sich mit der Luftaufsicht in Manaus in Verbindung zu setzen. Schließlich meldeten die Piloten, dass sie aufgrund von schweren Regenfällen nach Coari zurückkehren wollten. Anschließend brach der Kontakt ab und die Maschine verschwand um 13:24 Uhr von den Radarschirmen. Es wurde eine Notwasserung bei Manacapuru auf dem gleichnamigen Fluss, nahe dessen Mündung in den Amazonas, durchgeführt.

## Opfer
Von den 28 Personen an Bord starben 24, darunter die beiden Piloten und 22 der 26 Passagiere. Von den acht Kindern, die sich an Bord befanden, überlebte nur eines. 17 Insassen gehörten derselben Familie an und waren auf dem Weg zum Geburtstag eines Verwandten in Manaus. Aus dieser Gruppe überlebten nur zwei Personen. Die Todesursache aller Opfer war Ertrinken.

## Ursache
Die zulässige Zuladung von zweimotorigen Flugzeugen ist gewöhnlich so bemessen, dass sie auch nach dem Ausfall eines Triebwerks flugfähig bleiben. Die deutlich überladene Embraer begann jedoch mit nur einem in Betrieb befindlichen Triebwerk zunehmend an Höhe zu verlieren. Elf Jahre zuvor hatte sich in der Region ein Zwischenfall mit demselben Flugzeugtyp und einem nahezu identischen Unfallverlauf ereignet.